# Hazel Abel
Hazel Pearl Abel, nata Hempel (Plattsmouth, 10 luglio 1888 – Lincoln, 30 luglio 1966), è stata una politica statunitense, senatrice per lo stato del Nebraska nel 1954.

## Biografia
Nata a Plattsmouth, dopo il college Hazel Hempel divenne docente di matematica al liceo e in seguito al matrimonio con George Abel, da cui ebbe cinque figli, lavorò nell'azienda del marito, assumendone la direzione alla morte dell'uomo nel 1937.
Entrata in politica con il Partito Repubblicano, nel 1954 divenne vicepresidente della commissione statale del partito. Nello stesso anno si candidò al Senato per un seggio nel quale dal 1949 si erano avvicendate già quattro persone all'interno dello stesso mandato, a seguito della morte del senatore Kenneth S. Wherry. Quando anche il successore di Wherry, Dwight Griswold, morì in carica, venne temporaneamente nominata per il seggio Eva Bowring, prima donna a rappresentare il Nebraska al Senato.
Vennero pertanto indette due elezioni per assegnare il seggio che si tennero nel mese di novembre: un'elezione speciale, il cui vincitore avrebbe portato a termine il mandato, ed un'elezione regolare il cui vincitore avrebbe ufficialmente ottenuto un mandato completo di sei anni a partire dal successivo mese di gennaio. La signora Abel si presentò come candidata per l'elezione speciale e riuscì ad aggiudicarsela, mentre non prese parte all'elezione regolare per il mandato completo da senatrice. Divenne pertanto la prima donna nella storia del Senato degli Stati Uniti a succedere direttamente ad un'altra donna; inoltre fu la prima donna eletta al Senato per lo stato del Nebraska, dal momento che Eva Bowring era ascesa al ruolo per nomina del governatore e non tramite designazione popolare per mezzo di elezioni dirette.
Hazel Abel restò in carica per cinquantaquattro giorni, dimettendosi dal Congresso qualche giorno prima della naturale scadenza del mandato in modo che il suo successore Carl Curtis fosse nominato senatore all'interno del vecchio mandato, acquisendo anzianità rispetto agli altri. In merito alla propria esperienza da senatrice, disse di essersi proposta come cavia per testare l'approvazione degli elettori riguardo alle donne in politica e si paragonò ad "una specie di porcellino d'india".
Dopo aver lasciato il seggio, Hazel Abel continuò ad occuparsi di politica e nel 1960 si candidò infruttuosamente alla carica di governatore, piazzandosi seconda nelle primarie repubblicane.
Morì nel 1966, pochi giorni dopo aver compiuto settantotto anni.